# The Adventures of Batman & Robin (videojuego)
The Adventures of Batman & Robin (Las aventuras de Batman y Robin) es un videojuego de aventura y disparos (en caso de la versión para Mega Drive) creado para las consolas Super Nintendo y Mega Drive. La compañía que lo desarrolló fue Konami el año 1995. Sus protagonistas son Batman y su fiel ayudante Robin. Se puede jugar de uno a dos jugadores simultáneamente y se puede luchar contra villanos como Joker, Catwoman, Hiedra Venenosa, El Pingüino, entre otros.
El objetivo en el juego es luchar contra el crimen en Gotham City y proteger la ciudad.

## Argumento
(Versión para Super Nintendo)
En la Super Nintendo, Batman y Robin deben de detener a algunos de los viejos enemigos de Batman para salvar Ciudad Gótica.
(Versión para Mega Drive)
En esta versión, Mr. Freeze construye su freeze cañón para llevar a cabo su plan de congelar Ciudad Gótica por poder y para mantener ocupados al dúo protagonista, Freeze libera al Joker, Dos Caras y El Sombrerero Loco. Un guardia logra activar la alarma de emergencia antes de ser congelado, llamando la atención de Batman y Robin, que irán a detener a los 4 villanos y salvar a Ciudad Gótica.

## Personajes
Ambos juegos están protagonizados por Batman y Robin, Alfred Pennyworth, Comisionado Gordon, Summer Gleeson, Barbara Gordon y además tenemos villanos como Joker, Harley Quinn, El Pingüino, Catwoman, Hiedra Venenosa, Riddler, Two Face, Clayface, Man-Bat, El Espantapájaros, El Sombrerero Loco y Mr. Freeze.

## Versión paraSuper Nintendo
En este juego de plataformas, controlamos a Batman, quien debe atravesarse por los niveles, derrotando enemigos para llegar al final de la etapa y derrotar a un enemigo de Batman. Antes de iniciar un nivel, Batman recibirá un comunicado de varios personajes así como villanos y al final de esto, el jugador debe seleccionar algunos objetos que puede llevar en un nivel, objetos como la pistola de gancho, bombas, una máscara antigás, etc. El juego tiene contraseñas, que deja al jugador en la última etapa jugada, guardando también el número de vidas y continúes usados. Eso sí, las contraseñas no se puede obtener en la máxima dificultad, haciendo que el jugador complete el juego desde el comienzo. 
En total, el juego tiene 8 niveles, cada uno con una trama y villano diferente (a excepción del último nivel) y con diferentes escenarios que hace referencia a lugares y acontecimientos de Batman: La Serie Animada, serie en la que está basada el juego.
1. Amused To Death: en este nivel, Batman debe detener a Joker, quien se ha apoderado del parque de atracciones de Ciudad Gótica y ha construido su casa de la diversión y planea bombardear Ciudad Gótica. Este nivel se basa en los episodios de la serie animada, "Se Un Payaso" y "Navidades con el Guasón". 
2. No Green Peace: Hiedra Venenosa ha cultivado su bosque de gran tamaño y lo ha llenado de plantas monstruosas y, para distraer a Batman, contrató a unos cuantos matones. El nivel se basa en los episodios "Eterna Juventud" y "Hermoso Veneno". 
3. Folw Play: El Pingüino está robando en el museo de Gótica y este causó un apagón y tiene de rehenes al personal del museo. El nivel se basa mayormente en el episodio "Tengo Un Murciélago En Mi Sótano", aunque la batalla contra el Pingüino hace referencia al episodio "Ciego Como Un Murciélago". 
4. Tale Of The Cat: Catwoman está robando joyas con su gata Isis y Batman debe detenerla. El nivel se basa en el episodio "La Gata y la Garra parte 1", aunque la tarjeta del título hace referencia al episodio "La Fiebre del Sarpaso".
5. Trouble In Transit: Dos Caras trata de escapar de Batman, después de robar el banco de Gótica y Batman debe perseguirlo en el Batmobile. El nivel se basa en el episodio "Dos Caras parte 2", aunque la tarjeta del título hace referencia al episodio "El Mecánico", con la diferencia de que el Pingüino es el villano en ese episodio. Este es el único nivel de vehículo. 
6. Perchance To Scream: El Espantapájaros quiere vengarse de la universidad que rechazó sus experimentos sobre fobias y usa su dirigible para rociar un gas letal en la ciudad. El nivel hace referencia al episodio "Nada Que Temer" y la pantalla del título hace referencia al episodio "Quizás Soñaba", en donde El Sombrerero Loco era el antagonista. 
7. Riddle Me This: Riddler presentó su nuevo juego del ciberespacio, El Laberinto del Minotauro, a la policía de Ciudad Gótica, atrapando al Comisionado Gordon y a su hija Barbara dentro. También, Riddler creó su tablero de ajedrez en su mundo virtual. El nivel se basa en los episodios "Si eres tan inteligente, ¿por qué no eres rico?" y "Qué es la realidad". 
8. The Gauntlet: los enemigos de Batman se han enfermado y cansados de su intromisión, han decidido arreglar todo de una vez por todas. El Guasón, El Pingüino, Catwoman, Clayface y Man-Bat se alían para enfrentarse a Batman. Mayormente el nivel se basa en el episodio "El Juicio", aunque la pelea final hace referencia a la película Batman la máscara del fantasma.

## Versión paraMega Drive
La versión de Mega Drive fue publicado por SEGA y desarrollada por Clockwork Tortoise y su banda sonora compuesta  por Jesper Kyd. El juego se basa en Batman: La Serie Animada y en los personajes de DC Comics. En este juego Run 'n' gun, Batman y Robin deben detener a Mr. Freeze, quien ha liberado a varios criminales de Arkham para distraer al dúo y así construir su cañón de hielo y congelar Ciudad Gótica. 
El juego se puede jugar de uno a dos jugadores simultáneamente. Ambos jugadores se parecen en jugabilidad, ya que ambos atacan con batarangs en larga distancia y con golpes en corta distancia. 
En total hay 4 niveles, en donde al igual que la mayoría de los juegos run 'n' gun, debemos ir hacia la derecha, disparándole a enemigos y llegar a enfrentarse a un jefe.
1. Happy Birthday To Me: el Guasón celebra su aniversario de su transformación al príncipe payaso del crimen, y como regalo personal, está causando estragos en Ciudad Gótica y robando bancos y joyas con sus decenas de aliados enmascarados. El nivel consta de 3 fases, en donde en las dos primeras nos enfrentaremos a Harley Quinn y en la tercera al Guasón. El nivel se basa mayormente en el episodio "La Última Risa". 
2. A Two-Sided Story: Dos Caras secuestra un poderoso zeppelin, con el que planea conquistar Ciudad Gótica desde los aires. El nivel consta de 2 fases; una donde debemos ir hacia arriba de un edificio a derrotar a Dos Caras y su zeppelin y la otra en donde conducimos un batwing para enfrentarnos a cientos de helicópteros y aviones. El nivel se basa en el episodio "Ciego Como Un Murciélago", aunque ese episodio tiene de antagonista al Pingüino.
3. Tea Time: El Sombrerero Loco se ha apoderado de un teatro y lo ha convertido en su desquiciado país de las maravillas y esta construyendo un ejército de robots basados en el libro. El nivel consta de 3 fases, una en donde debemos pasar por el teatro y enfrentarnos al gato de Cheshire, o al menos su versión robótica. La segunda en donde debemos ir por un jardín y derrotar a un robot Pinocho, para después llegar a la última fase en donde debemos pasar por un túnel y una gran mesa de cocina para enfrentarnos al sombrerero. El nivel se basa en el episodio "Loco Como Un Sombrerero", "Los Hombres Preocupados" y "Quizás Soñaba".
4. Snow In July: Freeze completa su cañón de hielo y esta preparado para usarlo. En el nivel, debemos atravesar un laboratorio y un túnel en donde al final, debemos enfrentarnos a Freeze. Al derrotar a Freeze, este es arrestado y lo llevan a Arkham, donde él se sienta sin emociones, sosteniendo una bola de nieve con Ciudad Gótica en miniatura y le pide a un guardia que le de un mensaje a Batman: "La venganza es un plato que se sirve mejor frío", línea que hace referencia al episodio "Corazón de Hielo".

## Versión paraSega CD
Esta versión también fue desarrollada por Clockwork Tortoise y publicada por SEGA, aunque a diferencia de la versión de Mega Drive, esta versión es de persecuciones en vehículos. El juego trata de que Batman debe detener a sus mayores enemigos en persecuciones en su batmobile. La historia avanza a través de escenas animadas creadas únicamente para el juego, escenas desarrolladas por Tokyo Movie Shinsha, quienes hicieron algunos de los episodios de la serie animada de los 90 y los segmentos animados fueron dirigidos por Bruce Timm, uno de los creadores de la serie. A diferencia de las versiones de Super Nintendo y Mega Drive, la versión de Sega CD es solo para un jugador. 
Debido a las capacidades técnicas de la SEGA CD, al juego se le añadió un episodio de 16 minutos con unos gráficos casi iguales a a serie. En el episodio, Batman y Robin deben detener a villanos como Hiedra Venenosa, Harley Quinn, El Guasón, Clayface, Riddler y Rupert Thorne. A este episodio se le ha denominado como "el episodio perdido de la serie".

## Recepción
Super Nintendo: Al revisar la versión de Super NES, Bacon de GamePro elogió los desafíos a menudo estimulantes del juego, los gráficos y los efectos de sonido fuertes y la "atmósfera misteriosa". Aunque criticó el hecho de que Robin aparece solo en las escenas, el diálogo "insípido" y los gráficos y controles deficientes de las etapas del Batmóvil, concluyó: «Las peleas dóciles y los intrincados desafíos en The Adventures of Batman & Robin deberían agradar la acción reflexiva, pero sus hermosos gráficos y sonidos sobrenaturales impresionarán a cualquiera». Nintendo Power también criticó el juego por no darle a Robin un papel más activo (aunque el juego estaba en desarrollo antes de que la serie fuera renombrada entre temporadas). Next Generation revisó la versión SNES del juego, calificándola con tres estrellas de cinco, y declaró: «Desafortunadamente, el juego diverso del juego tiene fallas por un personaje de movimiento lento que puede dificultar la realización de saltos o ataques rápidos. Además, los niveles de dificultad que varían enormemente a menudo hacen que el juego sea demasiado fácil o frustrantemente difícil».
Génesis: Un crítico de Next Generation le dio a la versión Génesis una de cinco estrellas, citando su modo de juego genérico de plataforma de desplazamiento lateral y su incapacidad para recrear el aspecto del programa de televisión. Scary Larry de GamePro llamó a la versión Génesis "un juego de plataformas de desplazamiento lateral estándar con excelentes antecedentes del programa pero acción mediocre", citando un diseño de nivel tedioso y demasiado difícil, controles que no responden, imágenes de personajes deficientes y música repetitiva. Los cuatro revisores de Electronic Gaming Monthly le dieron un 6.875 sobre 10, y señalaron que los gráficos y los sonidos son excelentes, pero la acción es simplista, repetitiva y demasiado difícil debido a la gran cantidad de enemigos que atacan a la vez.
Sega CD: Los cuatro revisores de Electronic Gaming Monthly comentaron que si bien las escenas de FMV en la versión en CD de Sega son entretenidas, la jugabilidad es repetitiva y frustrante debido a los árboles y otros objetos que bloquean la vista del camino del jugador. Uno de ellos resumió el juego como "un CD lleno de episodios de dibujos animados con un juego de conducción regular incluido para romper las secuencias animadas". Le dieron un 6,5 sobre 10. Tommy Glide de GamePro criticó particularmente la falta de variedad en el juego, comentando que "Este juego de conducción apenas promedio debería llamarse Las aventuras del Batmóvil". Un crítico de Next Generation también consideró que el juego rudimentario y repetitivo era el principal defecto del juego. Llamándolo "un viaje hacia el tedio, aburrido pero frustrante al mismo tiempo", lo calificó con dos de cinco estrellas.